# شرکت تحت حمایت دولت
شرکت تحت حمایت دولت (به انگلیسی: A government-sponsored enterprise)  یک شرکت خدمات مالی ایجاد شده توسط کنگره ایالات متحده است. هدف آن افزایش جریان اعتبار به بخش‌های مشخصی از اقتصاد است که آن بخش از بازار سرمایه را کارآمد و شفاف تر می‌کند، و همچنین ریسک سرمایه‌گذاران و تأمین کنندگان دیگر سرمایه را کاهش می‌دهد.
یکی از تأثیرات مطلوب آن افزایش دردسترس بودن و کاهش هزینه‌های اعتباری برای بخش‌های بدهکار  به وسیلهٔ کاهش ریسک از دست دادن سرمایه برای سرمایه‌گذاران می‌باشد: کشاورزی، امور مالی خانگی و آموزش و پرورش. دو مورد از شناخته شده‌ترین GSES‌ها انجمن فدرال وام مسکن (Fannie Mae ) و شرکت وام مسکن فدرال (Freddie Mac) می‌باشد.

## پشتوانه ارز آمریکا
کنگره مشخص کرده‌است که بانک‌های فدرال رزرو باید وثیقه‌ای  به ارزشی که فدرال رزرو مشخص کرده‌است نگهدارند که فدرال رزرو آن را به گردش می اندازد. این وثیقه عمدتاً به شکل اسناد خزانه آمریکا، اوراق آژانس فدرال و اوراق بهادار شرکت‌های تحت حمایت دولت نگهداری می‌شود

## کسب و کار
کنگره، GSES را به منظور بهبود بهره‌وری بازار سرمایه و غلبه بر نواقص بازار تأسیس کرده‌است تا از حرکت راحت وجوه از سمت تأمین کنندگان وام به سمت متقاضیان زیاد وام جلوگیری کند. این در درجه اول توسط برخی شرکت‌های تضمینی انجام می‌شود که ریسک از دست دادن سرمایه را برای تأمین کنندگان وجوه کاهش می دهند. در حال حاضر، GSES در درجه اول به عنوان واسطه‌های مالی عمل می‌کنند و به وام دهندگان و وام گیرندگان در مسکن و کشاورزی کمک می‌کنند. 
علاوه بر این، GSES‌ها یک بازار ثانویه در وام‌های تضمینی و اوراق بهادار رهنی ایجاد می‌کنند. همچنین به صادرکنندگان اوراق بدهی بازار اولیه اجازه داده شده‌است که حجم وام هایشان را افزایش دهند و ریسک مرتبط با وام‌های فردی را کاهش دهند. GSES ابزارهای مالی استاندارد شده را برای سرمایه‌گذاران فراهم می‌کند.

## مالکیت و تضمین ضمنی
برخی از GSES (مانند Fannie Mae و Freddie Mac) متعلق به بخش خصوصی است، اما دراجاره بخش عمومی هستند؛ برخی دیگر از جمله بانک وام فدرال، متعلق به شرکت‌هایی هستند که از خدمات آن‌ها استفاده می‌کنند. اوراق بهادار GSE هیچ تضمین صریح دولتی را به همراه ندارند ، اما وام دهندگان نرخ‌های بهره قابل توجهی را به آن‌ها اعطا می‌کنند و خریداران اوراق بهادار قیمت بالایی را پیشنهاد می دهند. این امر تا حدی به "تضمین ضمنی" مربوط می‌شود که دولت اجازه نخواهد داد که نهادهای مهم به دلیل وجود بدهی ورشکسته شوند. این منطق به فانی می و فردی مک اجازه داده است تا ۲ میلیارد دلار در هر سال در هزینه‌های استقراضشان صرفه جویی کنند.
هر پذیره GSE شامل متن زیر است، یا چیزی عملاً مشابه آن که با حروف درشت نوشته شده، و قبل از اعطای وام مد نظر قرار گرفته شده: "نه پذیره‌ها ونه بهره آن‌ها توسط ایالات متحده تضمین نشده است، و آن‌ها توسط ایالات متحده  یا هر یک از سازمان‌های دیگر به جز فانی متعهد به هیچ بدهی یا الزامی نمی‌شوند. منتقدان GSE "تضمین ضمنی" از زمان قبل از بحران ساب پرایم را به چالش کشیده‌اند.

## فهرست GSES

### مسکن
- یازده بانک رهنی فدرال ( FHL Banks ) (۱۹۳۲)
- انجمن ملی فدرال وام مسکن ( فانی ) (۱۹۳۸)
- شرکت فدرال وام مسکن ( فردی مک ) (۱۹۷۰)
- تأمین مالی شرکت ( FICO ) (۱۹۸۷ )